# Courtney Eldridge
Courtney Tyrone Eldridge (Boston, 10 giugno 1980) è un ex cestista statunitense, professionista nella NBDL e in Europa.